# الوكالة الوطنية لمكافحة الإرهاب (إندونيسيا)
الوكالة الوطنية لمكافحة الإرهاب في إندونيسيا هي إدارة حكومية إندونيسية غير وزارية تعمل على منع الإرهاب. يرأس الوكالة الرئيس سوهاردي أليوس، وهو مسؤول أمام رئيس إندونيسيا. عندما تم إطلاقها لأول مرة شغل زعيم الوكالة رتبة موظف مدني ولكن اللائحة الرئاسية في عام 2012 رفعت منصب رئيس الوكالة إلى المستوى الوزاري.
تم تشكيل الوكالة بناءً على اللائحة الرئاسية السادسة والأربعين لعام 2010. وكان سلف هذه الوكالة هو مكتب تنسيق مكافحة الإرهاب.
تشمل مهامها المعلنة منع الإرهاب والتطرف من خلال الجهود المبذولة للعمل مع المؤسسات الحكومية والمجتمع بما في ذلك منع الإرهاب وحمايته ومقاضاته وإزالة التطرف في إندونيسيا.
في عام 2015 تم إخراج إندونيسيا من قائمة «البلدان أو الأقاليم غير المتعاونة» من قِبل مجموعة العمل المالي. تتمتع إندونيسيا الآن بنفس المزايا والمكانة التي تتمتع بها بلدان مجموعة العشرين. يثبت أن الوكالة ملتزمة بمنع الإرهاب من خلال مكافحة الجرائم المالية من خلال تنفيذ القانون رقم 9/2013.

## العمل
الوكالة الوطنية لمكافحة الإرهاب مسؤولة عن:
- صياغة السياسات والاستراتيجيات والبرامج في مجال مكافحة الإرهاب.
- تنسيق الوكالات الحكومية ذات الصلة في تنفيذ وتنفيذ السياسات في مجال منع الإرهاب.
- تنفيذ السياسات في مجال مكافحة الإرهاب من خلال تشكيل فرق عمل تتألف من عناصر من الوكالات الحكومية ذات الصلة وفقًا لواجبات ووظائف وسلطات كل منها. مجال مكافحة الإرهاب الذي يشمل الوقاية والحماية من التطرف واتخاذ الإجراءات وإعداد الاستعداد الوطني.

## الهيكل التنظيمي
يتكون الهيكل التنظيمي للوكالة الوطنية لمكافحة الإرهاب من:
- الرئيس.
- الأمانة الرئيسية.
- نائب الوقاية والحماية وإلغاء التطهير.
- نائب قدرات القمع والتنمية.
- وكيل التعاون الدولي.
- المفتش العام.

## الإرهاب في إندونيسيا

### الإرهاب الديني المزعزم
الإرهاب الديني هو عمل إرهابي ينفذ بتفسيرات الأفراد والجماعات للدين، باعتباره الدافع الرئيسي والهدف من كل فعل. منذ أواخر الستينيات أصبح التطرف الديني بارزًا بشكل خاص بين المجتمعات الإسلامية. كتب عالم النفس الاجتماعي م. بروك روجرز وآخرون أن الأصولية الدينية المتطرفة يمكن أن ترتبط ارتباطًا وثيقًا بتنفيذ أعمال العنف والإرهاب باسم الانتقام أو الشرف. وفقًا لجي دينجلي وميرك سميث فإن عمل التضحية بحد ذاته يمكن أن يكون بمثابة جسر بين العنف والدين. تلعب الخلفية الثقافية والاجتماعية والدينية دورًا حاسمًا في ولادة الإرهاب الديني، وخاصة المجموعات التي نشأت من مناطق جغرافية محددة.